# Marcus Arnold
Marcus Arnold (nacido el 28 de enero de 1984 en Chicago, Illinois) es un jugador de baloncesto estadounidense. Con 2.03 de estatura, su puesto natural en la cancha es el de pívot.

## Trayectoria
Tras estar en el High School Morgan Park de Chicago, juega dos años en la  Universidad Estatal de Illinois después de no jugar un año por cambio de universidad juega otros dos años en  la Universidad de Illinois. Profesionalmente se inició en el equipo checo del BK Nova Hut Ostrava, en el que estuvo un año. Después se fue al también equipo checo BK JIP Pardubice, donde permanece tres temporadas (2009-2012) y donde pasa sus mejores años, ya que en la temporada 2011-2012 el equipo juega la Eurochallenge en donde se enfrentaría al Baloncesto Fuenlabrada y participa en el All-Star de la liga checa dos años seguidos, 2010-2011 y 2011-2012. Posteriormente ficha por el equipo turco Aliağa Petkim, en el que esta una temporada. A finales de septiembre, el Baloncesto Fuenlabrada anuncia su contratación por una temporada en sustitución de Taylor Smith.